# Harry Callahan

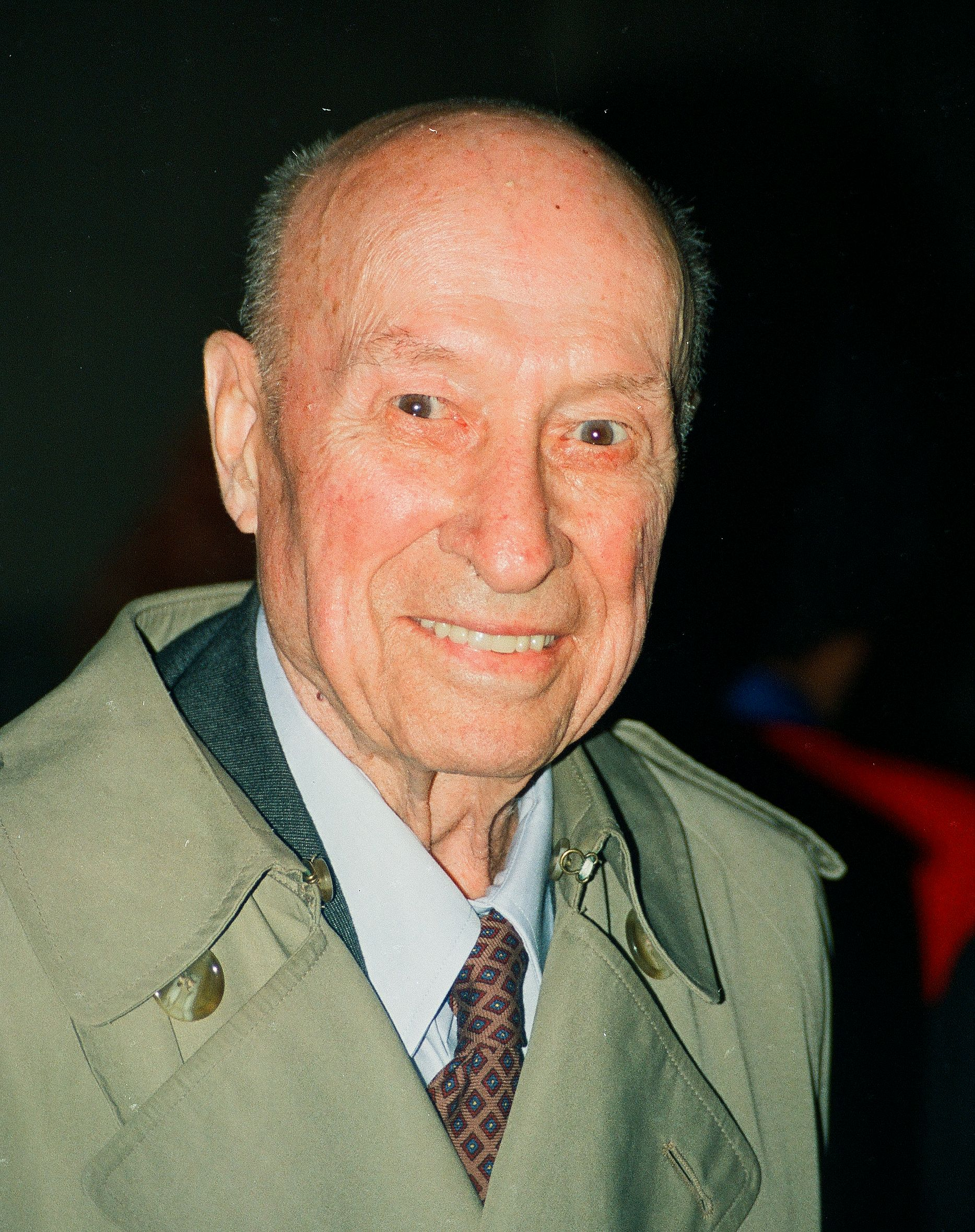
Harry Callahan

Harry Callahan (* 22. Oktober 1912 in Detroit; † 15. März 1999 in Atlanta) war ein amerikanischer Fotograf, der als einer der innovativsten und einflussreichsten Personen der modernen, amerikanischen Fotografie angesehen wird.

## Biographie
Harry Callahan wurde 1912 in Detroit, Michigan, geboren und studierte von 1931 bis 1933 Ingenieurwesen am Michigan State College. 1933 lernte er Elenor Knapp bei einem Blind Date kennen. Drei Jahre später heirateten sie und 1950 kam seine Tochter Barbara zur Welt.
1938 begann er als Autodidakt zu fotografieren, wobei ihn besonders Werke von Alfred Stieglitz und Minor White beeindruckten und inspirierten. 1941 wurde er Mitglied bei der Fotografenvereinigung Detroit Photo Guild und von 1944 bis 1945 arbeitete er im Fotolabor von General Motors.
Von 1946 bis 1961 wurde er, auf Empfehlung von Arthur Siegel, Dozent für Fotografie unter László Moholy-Nagy am Institute of Design in Chicago und begann sich in dieser Zeit mit der Fotografie des Bauhauses und der Neuen Sachlichkeit auseinanderzusetzen. 1954 nahm er an der Ausstellung subjektive fotografie 2 von Otto Steinert teil, 1968 hatte er eine bedeutende Einzelausstellung im Museum of Modern Art in New York City. Von 1961 bis 1973 war er Leiter und später Lehrer der Fotoabteilung der Rhode Island School of Design, wo Linda Connor zu seinen Studentinnen zählte. 1977 setzte er sich von dort aus zur Ruhe. Harry Callahan starb 1999.

## Werk
Henry Callahan wird als einer der innovativsten und einflussreichsten Fotografen der modernen amerikanischen Fotografie angesehen. Sein Œuvre umfasst ein großes Spektrum an Sujet von der Aktfotografie über Landschaftsaufnahmen bis zu Stadtbildern und anderen Szenen, die er in einer Reihe unterschiedlicher Bearbeitungsformen hinterlassen hat.

## Ausstellungen
- 2013: Harry Callahan – Retrospektive. Haus der Photographie, Deichtorhallen, Hamburg

## Auszeichnungen (Auswahl)
- 1979: Aufnahme in die American Academy of Arts and Sciences
- 1993: Edward MacDowell Medal von der MacDowell Colony
- 1996: National Medal of Arts
- 1997: Ehrenmitglied der American Academy of Arts and Letters[2]